# Прикрниця
Прикрниця (словен. Prikrnica) — поселення в общині Моравче, Осреднєсловенський регіон, Словенія. 
Висота над рівнем моря: 424,7 м.